# AEW Worlds End
Worlds End es un evento anual de pago por visión de lucha libre profesional producido por la empresa estadounidense All Elite Wrestling. Desde su creación en 2023, el evento se celebra anualmente a finales de diciembre durante el fin de semana anterior o posterior a Nochevieja. El evento también alberga la final del torneo AEW Continental Classic. 

## Fechas y lugares
| Evento            | Fecha                   | Lugar                     | Estadio                           | Evento principal                                                    |
| ----------------- | ----------------------- | ------------------------- | --------------------------------- | ------------------------------------------------------------------- |
| Worlds End (2023) | 30 de diciembre de 2023 | Uniondale, Nueva York     | Nassau Veterans Memorial Coliseum | MJF vs. Samoa Joe                                                   |
| Worlds End (2024) | 28 de diciembre de 2024 | Orlando, Florida          | Addition Financial Arena          | Jon Moxley vs. «Hangman» Adam Page vs. Jay White vs. Orange Cassidy |
| Worlds End (2025) | 27 de diciembre de 2025 | Hoffman Estates, Illinois | Now Arena                         |                                                                     |

## Producción
El 25 de octubre de 2023, se informó de que All Elite Wrestling (AEW) había solicitado la marca registrada del nombre "Worlds End". Más tarde, esa misma noche, en Dynamite, AEW anunció que celebrarían un evento de pago por visión (PPV) titulado Worlds End el sábado 30 de diciembre de 2023, en el Nassau Veterans Memorial Coliseum de Uniondale, Nueva York en Long Island, siendo el primer PPV de la compañía que se celebraría en el estado de New York.

## Eventos

### 2023
Worlds End 2023 tuvo lugar el 30 de diciembre de 2023 desde el Nassau Veterans Memorial Coliseum de Uniondale, Nueva York, siendo el primer PPV de la compañía que se celebra en el estado de Nueva York.

#### Antecedentes
En el episodio del 11 de noviembre de 2023 de Collision, el director ejecutivo de AEW Tony Khan anunció el AEW Continental Classic, un torneo de 12 hombres de todos contra todos similar al G1 Climax de New Japan Pro Wrestling, que se celebraría en los episodios de Dynamite, Rampage y Collision, a partir del episodio del 22 de noviembre de Dynamite, con las semifinales (promocionadas como las Finales de la Liga) celebradas en el episodio del 27 de diciembre de Dynamite y la Final del Campeonato celebrada en Worlds End. Hasta el momento sólo Bryan Danielson ha anunciado su participación en el Continental Classic, a pesar de que actualmente atraviesa una lesión en el hueso orbital. Eddie Kingston también anunció su participación y que defendería su Campeonato Mundial de ROH de la promoción hermana Ring of Honor (ROH) y el Campeonato Peso Abierto de STRONG en todos los combates del torneo, y que el ganador del torneo también se convertiría en el inaugural Campeón Continental de AEW y, posteriormente, en el Campeón Triple Corona de AEW.
En Grand Slam del 20 de septiembre, MJF derrotó a Samoa Joe para retener el Campeonato Mundial de AEW. También durante ese combate, el compañero en parejas de MJF Adam Cole se lesionó el pie después de saltar de la rampa de entrada cuando salió a apoyar a MJF. Cole posteriormente no pudo defender el Campeonato Mundial en Parejas de ROH con MJF, que estaba programado para defenderlo durante en Full Gear: Zero Hour el 18 de noviembre. Joe se ofreció a ser el compañero de MJF para la defensa del título con la condición de que MJF le diera otra oportunidad por el Campeonato Mundial de AEW. MJF inicialmente se negó, pero finalmente accedió después de que Joe le salvara de una paliza, y retuvieron el título, aunque MJF sufrió una pequeña lesión en la pierna. En el siguiente episodio de Dynamite, después de que Cole le convenciera de mantener su promesa, MJF dijo que defendería el Campeonato Mundial de AEW contra Joe esa noche, pero Joe declinó ya que quería enfrentarse a un curado MJF en el evento principal de Worlds End en la ciudad natal de MJF, Long Island, y MJF aceptó.
En WrestleDream, después de que Christian Cage retuviera el Campeonato TNT de AEW contra Darby Allin, Cage, Luchasaurus y Nick Wayne continuaron atacando a Allin hasta que Sting intentó salvarle, pero también fue atacado. Cuando Luchasaurus y Wayne estaban a punto de terminar a Sting, Adam Copeland hizo su debut en AEW y salvó a Sting y Allin. En el siguiente episodio de Dynamite, Copeland le dijo a Cage que había llegado a AEW para reformarse como equipo en parejas y que pudieran volver a luchar juntos antes de retirarse, pero Cage rechazó la oferta. Esto llevaría a un combate en Full Gear donde Copeland, Sting y Allin derrotaron a The Patriarchy (Cage, Luchasaurus y Wayne). Copeland se enfrentó a Cage por el Campeonato TNT en el episodio del 6 de diciembre de Dynamite, pero perdió después de que la madre de Wayne, Shayna, interfiriera y golpeara a Copeland con el título El 16 de diciembre en Winter Is Coming, Copeland retó a Cage a un No Disqualification Match por el Campeonato TNT en Worlds End, y Cage aceptó.
En Full Gear, The Golden Jets (Chris Jericho y Kenny Omega) derrotaron a The Young Bucks (Matt Jackson y Nick Jackson) para ganar la oportunidad por el Campeonato Mundial en Parejas de AEW. Durante Winter Is Coming el 13 de diciembre, The Golden Jets llamaron a los campeones Ricky Starks y Big Bill para retarlos a su combate por el título para Worlds End, que fue aceptado. Sin embargo, dos días más tarde, el 15 de diciembre, Omega publicó una actualización médica en sus redes sociales, indicando que había estado con dolor, que resultó ser diverticulitis, por lo que lo dejó fuera de acción indefinidamente cancelando el combate en Worlds End. Sin embargo, durante Holiday Bash, Jericho anunció que encontraría un nuevo compañero para el combate por el campeonato en Worlds End. La semana siguiente durante New Year's Smash, Jericho salvó a un Sammy Guevara que regresaba de una paliza de Don Callis Family (Powerhouse Hobbs, Konosuke Takeshita, y Kyle Fletcher), con Starks y Bill posteriormente saliendo para atacar a Jericho y Guevara. Sting y Darby Allin salieron entonces para ayudar a Jericho y Guevara a despejar el ring. Más tarde, se programó para Worlds End un combate por equipos de ocho hombres entre Jericho, Guevara, Sting y Allin contra Starks, Bill, Hobbs y Fletcher.

#### Resultados
- Zero Hour: Willow Nightingale derrotó a Kris Statlander (13:25).
  - Nightingale cubrió a Statlander después de un «Doctor Bomb».
- Zero Hour: Killswitch ganó el 20-Men Battle Royal y una oportunidad por el Campeonato TNT de AEW (13:50). 
  - Killswitch eliminó finalmente a Trent Beretta para ganar la lucha.
  - Los otros participantes fueron: Action Andretti, Alex Reynolds, Bryan Keith, Christopher Daniels, «Cool Hand» Angelo Parker, «Daddy Magic» Matt Menard, Dalton Castle, Danhausen, Darius Martin, John Silver, Johnny TV, Kip Sabian, Lance Archer, Lee Johnson, Rocky Romero,  Serpentico, The Blade y The Butcher.
- Zero Hour: Hook derrotó a Wheeler Yuta en un FTW Rules Match y retuvo el Campeonato FTW (10:20).
  - Hook forzó a Yuta a rendirse con un «Redrum» utilizando un palo de hockey.
  - El Campeonato Puro de ROH de Yuta no estuvo en juego.
- Blackpool Combat Club (Bryan Danielson & Claudio Castagnoli), Daniel Garcia & Mark Briscoe derrotaron a Brody King, Jay Lethal, Jay White & Rush (17:50).
  - Garcia cubrió a Lethal con un «Roll-Up».
- Miro derrotó a Andrade El Ídolo (con CJ Perry) (14:45).
  - Miro forzó a Andrade a rendirse con un «Game Over».
  - Durante la lucha, Perry interfirió a favor de Andrade, sin embargo, después lo traicionó.
  - Esta fue la última lucha de Andrade en AEW.
- Toni Storm (con Luther) derrotó a Riho y retuvo el Campeonato Mundial Femenino de AEW (11:40).
  - Storm cubrió a Riho después de un «Storm One».
  - Durante la lucha, Luther interfirió a favor de Storm, pero fue expulsado por el árbitro.
  - Después de la lucha, Mariah May subió al ring para celebrar con Storm.
- Swerve Strickland (con Prince Nana) derrotó a Dustin Rhodes (9:30).
  - Strickland cubrió a Rhodes después de un «Swerve Stomp».
  - Durante la lucha, Nana interfirió a favor de Strickland.
  - Antes de la lucha, Strickland atacó a Rhodes con un bloque de hormigón.
  - Originalmente, Strickland enfrentaría a Keith Lee, sin embargo, este fue reemplazado por Rhodes debido a que no obtuvo el alta médica.
- Le Sex Gods (Chris Jericho & Sammy Guevara), Darby Allin & Sting derrotaron a Ricky Starks, Big Bill & Don Callis Family (Powerhouse Hobbs & Konosuke Takeshita) (con Don Callis) (15:40).
  - Guevara cubrió a Starks después de un «Shooting Star Press».
  - Durante la lucha, Callis interfirió a favor de Starks, Big Bill y Don Callis Family.
- Julia Hart derrotó a Abadon y retuvo el Campeonato TBS de AEW (11:35). 
  - Hart cubrió a Abadon después de un «Moonsault».
  - Durante la lucha, Skye Blue interfirió a favor de Hart.
- Adam Copeland derrotó a Christian Cage (con Nick Wayne & Shayna Wayne) en un No Disqualification Match y ganó el Campeonato TNT de AEW (24:50).
  - Copeland cubrió a Cage después de un «Killswitch».
  - Durante la lucha, Nick & Shayna interfirieron a favor de Cage, pero Nick fue atacado por Copeland con una mesa en llamas.
  - Después de la lucha, Killswitch atacó a Copeland para canjear la oportunidad por el Campeonato TNT de AEW, pero se la cedió a Cage.
- Christian Cage (con Killswitch & Shayna Wayne) derrotó a Adam Copeland y ganó el Campeonato TNT de AEW (0:11).
  - Cage cubrió a Copeland después de un «Spear».
  - Cage canjeó la oportunidad que originalmente había ganado Killswitch.
- Eddie Kingston derrotó a Jon Moxley en la final del AEW Continental Classic, ganó el inaugural Campeonato Continental de AEW y retuvo el Campeonato Mundial de ROH y el Campeonato de Peso Abierto STRONG (17:20). 
  - Kingston cubrió a Moxley después de un «Backfirst to the Future».
  - Después de la lucha, Kingston y Moxley se abrazaron en señal de respeto.
- Samoa Joe derrotó a MJF (con Adam Cole) y ganó el Campeonato Mundial de AEW (17:50).
  - Joe dejó inconsciente a MJF después de un «Coquina Clutch».
  - Después de la lucha, Cole traicionó a MJF revelándose como The Devil cambiando a heel, mientras que Matt Taven, Mike Bennett, Roderick Strong y Wardlow se revelaron como sus acompañantes y atacaron a MJF.
  - Esta lucha marcó el fin del reinado de 406 días de MJF.

### 2024
Worlds End 2024 tuvo lugar el 28 de diciembre de 2024 desde el Addition Financial Arena de Orlando, Florida.

#### Antecedentes
Debido a que era el entonces Campeón Continental de AEW, Kazuchika Okada fue el primer luchador anunciado en participar en el Continental Classic 2024. El 24 de noviembre se anunció el resto del campo de 12 hombres. Okada, Shelton Benjamin, Mark Briscoe, Daniel Garcia, Kyle Fletcher y The Beast Mortos fueron seleccionados para la Liga Azul, mientras que Darby Allin, Claudio Castagnoli, Brody King, Will Ospreay, Ricochet y Juice Robinson (luego reemplazado por Komander por lesión) fueron seleccionados para la Liga Dorada. Las dos ligas presentaron un formato de torneo de todos contra todos durante las semanas siguientes, y los dos mejores luchadores de cada bloque al concluir la fase de la liga aseguraron combates de semifinales en Worlds End. Durante el especial del día de Navidad de Dynamite, Dynamite on 34th Street, Fletcher y Okada aseguraron sus lugares en las semifinales como representantes de la Liga Azul, y Ricochet y Ospreay como representantes de la Liga Dorada, preparando una pelea por primera vez entre Ricochet y Okada, y una revancha de Full Gear entre Fletcher y Ospreay.
A lo largo de 2023, Adam Cole se hizo amigo del entonces Campeón Mundial de AEW, MJF, convirtiéndose en un equipo llamado Better Than You Bay Bay, y finalmente ganaron el Campeonato Mundial en Parejas de ROH. También durante este tiempo, MJF se convirtió en el objetivo de un individuo que llevaba una máscara de diablo, la misma máscara que MJF había usado antes de convertirse en Campeón Mundial de AEW, ya que se había llamado a sí mismo el diablo. Sin embargo, Cole se lesionó y dejó a MJF defendiendo los títulos en parejas de ROH por su cuenta, los cuales finalmente perdió ante un equipo que obedecía al individuo con máscara de diablo conocido como The Devil's Masked Men. En el Worlds End de 2023, MJF perdió el Campeonato Mundial de AEW y después del combate, fue atacado por The Devil's Masked Men y se reveló que Cole era el «diablo» que había estado apuntando contra MJF, y se reveló que The Devil's Masked Men eran los antiguos amigos de Cole The Kingdom, Matt Taven y Mike Bennett, cambiando Cole a heel y formando un stable llamado The Undisputed Kingdom. Luego MJF se tomó un tiempo libre debido a una lesión, pero regresó unos meses después como heel nuevamente. Después de que él mismo regresara de su lesión, Cole, ahora face (lo que a su vez convirtió a The Undisputed Kingdom en un stable face),  reavivó su feudo con MJF e intentó ganar un combate contra él en Full Gear, pero se quedó corto. El AEW Dynamite Dozen Battle Royale ocurrió durante el episodio del 4 de diciembre de Dynamite. Cole entró y él y Kyle O'Reilly coganaron el combate. Luego se anunció que se enfrentarían en Dynamite: Winter Is Coming la semana siguiente y el ganador se enfrentaría a MJF por el AEW Dynamite Diamond Ring en Worlds End; MJF ha tenido el anillo en cinco ocasiones, habiéndolo ganado todos los años desde que se estableció en 2019. Cole derrotó a O'Reilly para finalmente enfrentarse a MJF en Worlds End.

#### Resultados
- Zero Hour: Toni Storm derrotó a Leila Grey (6:50).
  - Storm cubrió a Grey con un «Roll-Up».
- Zero Hour: Jeff Jarrett derrotó a QT Marshall (9:25).
  - Jarrett cubrió a Marshall después de un «The Stroke».
  - Durante la lucha, Aaron Solo interfirió a favor de Marshall, mientras que Jay Lethal lo hizo a favor de Jarrett.
- Zero Hour: Lio Rush, Action Andretti & Murder Machines (Brian Cage & Lance Archer) (con Don Callis) derrotaron a The Outrunners (Turbo Floyd & Truth Magnum) & Top Flight (Dante Martin & Darius Martin) (con Leila Grey) (10:50).
  - Rush cubrió a Dante después de un «Final Hour».
  - Durante la lucha, Callis interfirió a favor de Murder Machines, Rush & Andretti.
  - Después de la lucha, Private Party (Isiah Kassidy & Marq Quen) encararon a Murder Machines, Andretti & Rush, The Outrunners y Top Flight.
- Will Ospreay derrotó a Kyle Fletcher en la semifinal del AEW Continental Classic (16:20). 
  - Ospreay cubrió a Fletcher después de un «Styles Clash».
  - Esta lucha fue calificada con 5 estrellas por el periodista Dave Meltzer
- Kazuchika Okada derrotó a Ricochet en la semifinal del AEW Continental Classic (13:00).
  - Okada cubrió a Ricochet después de un «Rainmaker».
  - Después de la lucha, Swerve Strickland confrontó a Ricochet.
- Mariah May derrotó a Thunder Rosa en un Tijuana Street Fight y retuvo el Campeonato Mundial Femenino de AEW (13:10).
  - May cubrió a Rosa después de un «Storm Zero» sobre una mesa.
- MJF derrotó a Adam Cole (con Mike Bennett & Matt Taven) y retuvo el AEW Dynamite Diamond Ring (14:35). 
  - MJF cubrió a Cole después de un «Low Blow» seguido de un «Heat Seeker».
  - Durante la lucha, MJF fingió un golpe de Bennett & Taven, por lo que fueron expulsados del ringside.
  - Después de la lucha, Kyle O'Reilly, Roderick Strong y Cole atacaron a MJF.
- Konosuke Takeshita (con Don Callis) derrotó a Powerhouse Hobbs y retuvo el Campeonato Internacional de AEW (16:30). 
  - Takeshita cubrió a Hobbs después de un «Raging Fire».
- Mercedes Moné derrotó a Kris Statlander y retuvo el Campeonato TBS de AEW (24:35).
  - Moné cubrió a Statlander con un «Crucifix».
  - El Campeonato Femenino STRONG de Moné no estuvo en juego.
- Kazuchika Okada derrotó a Will Ospreay en la final del AEW Continental Classic y retuvo el Campeonato Continental de AEW (19:15).
  - Okada cubrió a Ospreay después de un «Rainmaker».
  - Después de la lucha, Kenny Omega hizo su regreso y entregó el título a Okada.
  - Esta lucha fue calificada con 5.25 estrellas por el periodista Dave Meltzer
- Jon Moxley (con Marina Shafir) derrotó a «Hangman» Adam Page, Jay White y Orange Cassidy y retuvo el Campeonato Mundial de AEW (17:00).
  - Moxley cubrió a White después de un «Death Rider».
  - Durante la lucha, Shafir y Death Riders (Claudio Castagnoli & Wheeler Yuta) interfirieron a favor de Moxley.
  - Después de la lucha, Death Riders atacó a White, pero fueron detenidos por FTR (Cash Wheeler & Dax Harwood) y Adam Copeland quien hizo su regreso.